# Pons (évêque de Maguelone)
Pour les articles homonymes, voir Pons.
Pons était évêque de Maguelone au milieu du Xe siècle.

## Biographie
Pons est mentionné dans divers actes et divers témoignages du Xe siècle parmi lesquels la consécration solennelle de l'église de l'abbaye de Saint-Pons-de-Thomières en 937, la souscription à des lettres d'Aimeri, archevêque de Narbonne en 940 et la participation à un concile local à Narbonne en 948.